# Рождественский, Василий Фёдорович
Васи́лий Фёдорович Рожде́ственский (1860 — не ранее 1916) — настоятель Успенской церкви в Грайвороне, член III Государственной думы от Курской губернии.

## Биография

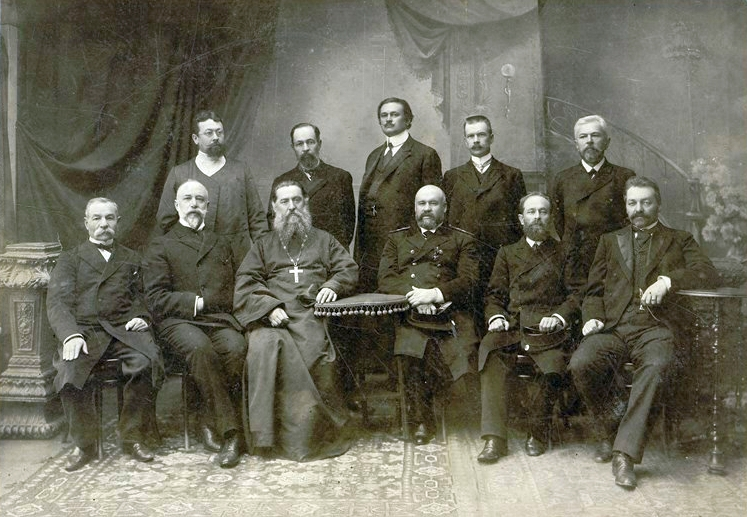
Депутаты Государственной думы Российской империи III созыва от Курской губернии. Стоят: Белогуров Н.А., Кривцов Я.В., Марков Н.Е., Шетохин Н.И., Ступин С.Н.; сидят: Сушков М.А., Барятинский И.В., Рождественский В.Ф., Доррер В.Ф., Шечков Г.А., Лукин В.В.

Сын священника. Младший брат Порфирий (1866—1934) — митрополит Херсонский и Одесский.
Окончил Белгородское духовное училище и Курскую духовную семинарию со званием студента (1884).
По окончании духовной семинарии служил псаломщиком в Георгиевской церкви села Станового Тимского уезда. С 1885 года священствовал в родном селе Козинка Грайворонского уезда, с 1894 года был священником, а затем и протоиереем соборной Успенской церкви города Грайворона Курской губернии. С 1896 года состоял уездным наблюдателем церковных школ, с 1898 года — председателем уездного отделения епархиального училищного совета, с 1908 года — благочинным 1-го округа. Кроме того, был законоучителем городского училища и мужской гимназии, представителем от духовенства в уездном земстве и городской думе и членом уездного училищного совета. 17 декабря 1907 года был возведен в сан протоиерея, из церковных наград имел наперсный крест.
В 1907 году был избран членом III Государственной думы от Курской губернии. Входил во фракцию правых. Состоял членом земельной и по вероисповедальным вопросам комиссий. Был членом Курского губернского отдела Союза русского народа и кандидатом в члены совета Грайворонского отдела СРН.
На 1916 год — настоятель Успенской церкви в Грайвороне. Дальнейшая судьба неизвестна. Был женат.